# Dunita
La dunita es una peridotita (roca plutónica ultramáfica) que, como mineral esencial, está constituida por olivino en un 90%, pudiendo además estar compuesta por otros minerales accesorios, que son anfíbol, brucita, clorita, cromita y flogopita.